# Porphyrinia straminea
Porphyrinia straminea är en fjärilsart som beskrevs av Hans Rebel. Porphyrinia straminea ingår i släktet Porphyrinia och familjen nattflyn. Inga underarter finns listade i Catalogue of Life.